# بريدراغ يوريتش
بريدراغ يوريتش هو لاعب كرة قدم بوسني في مركز الهجوم، ولد في 4 نوفمبر 1961 في Čitluk, Herzegovina-Neretva Canton ‏ في البوسنة والهرسك. شارك مع منتخب يوغوسلافيا لكرة القدم. أما مع النوادي، فقد لعب مع دينامو زغرب وريال بورغوس وفيليز موستار ونادي مريدا.

## وصلات خارجية
- بريدراغ يوريتش على موقع قاعدة بيانات كرة القدم.إي يو (الإنجليزية)
- بريدراغ يوريتش على موقع ناشيونال فوتبول تيمز (الإنجليزية)